# 미국 공산당

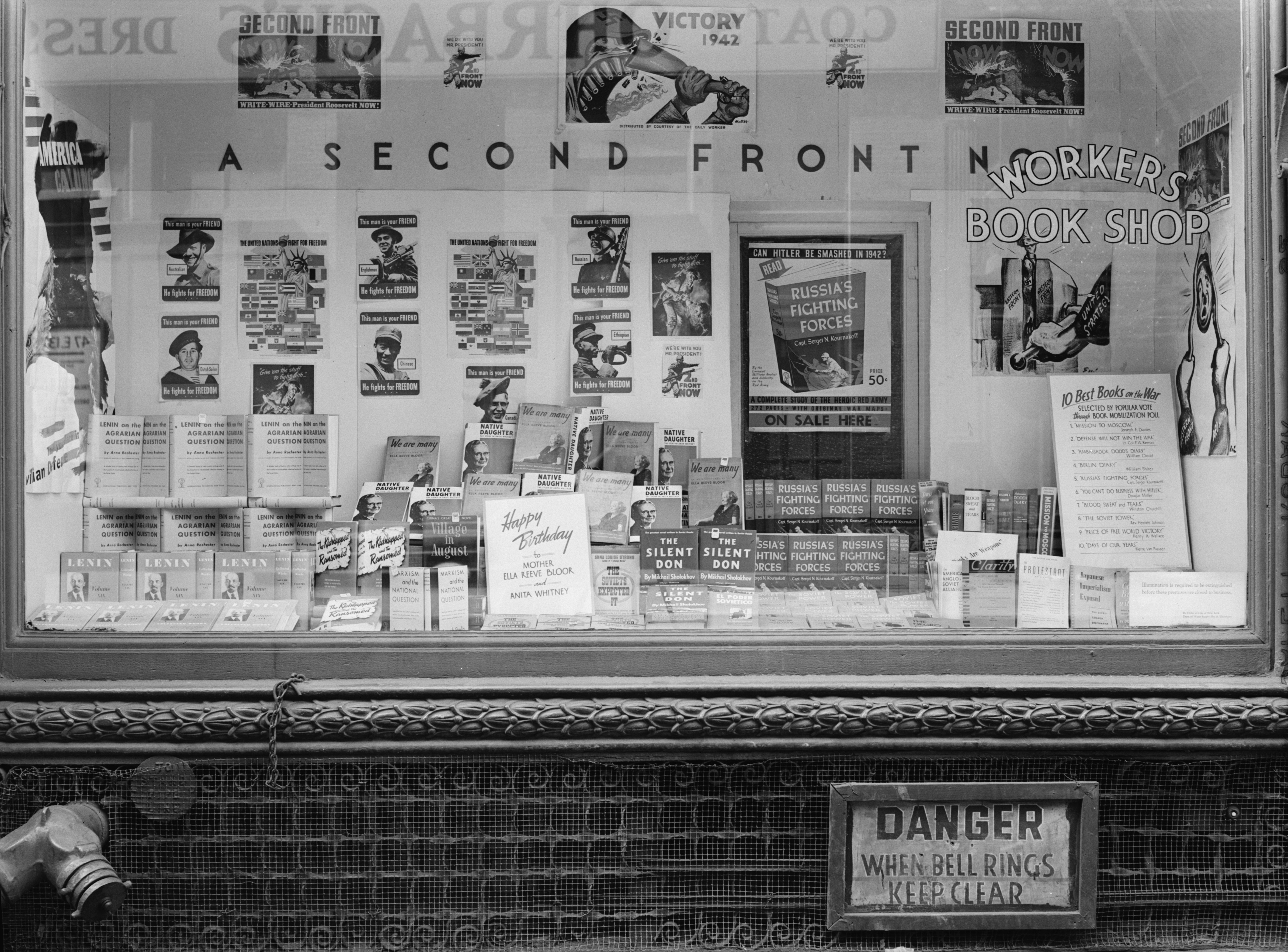
1942년 9월의 미국 공산당 서점. "지금 두번째 전선으로"라는 친전쟁 슬로건이 쓰여 있다."

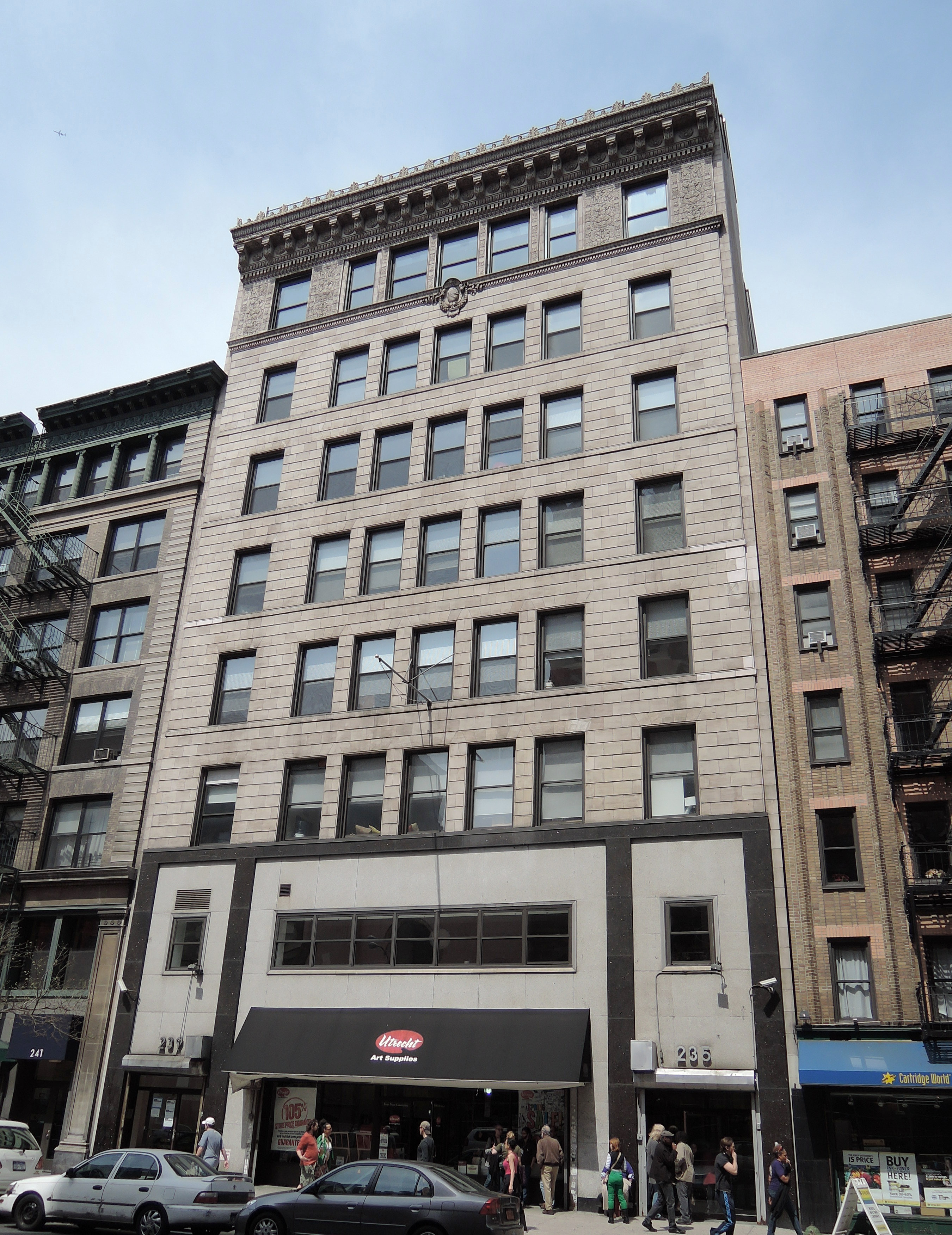
맨해튼에 위치한 중앙 당사

미국 공산당(美國 共産黨, Communist Party USA)은 미국의 마르크스-레닌주의 정당 중 하나이다. 미국 사회당 내분(1912년-1919년) 당시 코민테른 참여를 주장하는 일부 공산주의자들이 창당하였다. 당원들이 1920년 1월 2일 소련의 첩자로 몰려, 70여개 도시에서 노동자들과 함께 검거당하는 탄압을 받았다. 2023년 당시 미국공산당은 만 오천명의 회원을 보유하였다. 

## 역대 당수
- 찰스 루덴버그(Charles Ruthenberg, 당 비서, 1919-1927)
- 제임스 P.캐논(James P. Cannon, 당수, 1919-1928)
- 제이 러브스턴(Jay Lovestone, 1927-1929)
- 윌리엄 지블런 포스터(William Z. Foster, 1929-1932)
- 얼 브로더(Earl Browder, 1932-1945)
- 유진 데니스(Eugene Dennis, 당 비서, 1945-1959)
- 윌리엄 지블런 포스터(William Z. Foster, 서기장, 1945-1957)
- 거스 할(Gus Hall, 서기장, 1959-2000)
- 샘 웹(Sam Webb, 의장, 2000-2014)
- 존 바흐텔(John Bachtell, 의장, 2014-2019)
- 로사나 캠브론(Rossana Cambron, 공동 의장, 2019-)
- 조 심즈(Joe Sims, 공동 의장, 2019-)

## 역대 선거

### 역대 대통령 선거
| 선거명                  | 후보           | 득표수    | 득표율 | 확보 선거인단 | 당락 |
| ----------------------- | -------------- | --------- | ------ | ------------- | ---- |
| 1924년 미국 대통령 선거 | 윌리엄 포스터  | 38,669    | 0.13%  | 0 / 531       | 낙선 |
| 1928년 미국 대통령 선거 | 윌리엄 포스터  | 48,551    | 0.13%  | 0 / 531       | 낙선 |
| 1932년 미국 대통령 선거 | 윌리엄 포스터  | 103,307   | 0.26%  | 0 / 531       | 낙선 |
| 1936년 미국 대통령 선거 | 얼 브라우더    | 79,315    | 0.17%  | 0 / 531       | 낙선 |
| 1940년 미국 대통령 선거 | 얼 브라우더    | 48,557    | 0.10%  | 0 / 531       | 낙선 |
| 1948년 미국 대통령 선거 | 헨리 A. 월리스 | 1,157,328 | 2.37%  | 0 / 531       | 낙선 |
| 1952년 미국 대통령 선거 | 빈센트 헐리넌  | 140,746   | 0.23%  | 0 / 531       | 낙선 |
| 1968년 미국 대통령 선거 | 샬린 미첼      | 1,077     | 0%     | 0 / 538       | 낙선 |
| 1972년 미국 대통령 선거 | 거스 할        | 25,343    | 0.03%  | 0 / 538       | 낙선 |
| 1976년 미국 대통령 선거 | 거스 할        | 58,992    | 0.07%  | 0 / 538       | 낙선 |
| 1980년 미국 대통령 선거 | 거스 할        | 45,023    | 0.05%  | 0 / 538       | 낙선 |
| 1984년 미국 대통령 선거 | 거스 할        | 36,386    | 0.04%  | 0 / 538       | 낙선 |

## 같이 보기
- 진보노동당 (미국)
- 미국 혁명공산당
- 사회주의 노동자당 (미국)